# Uitstraling (biogeografie)

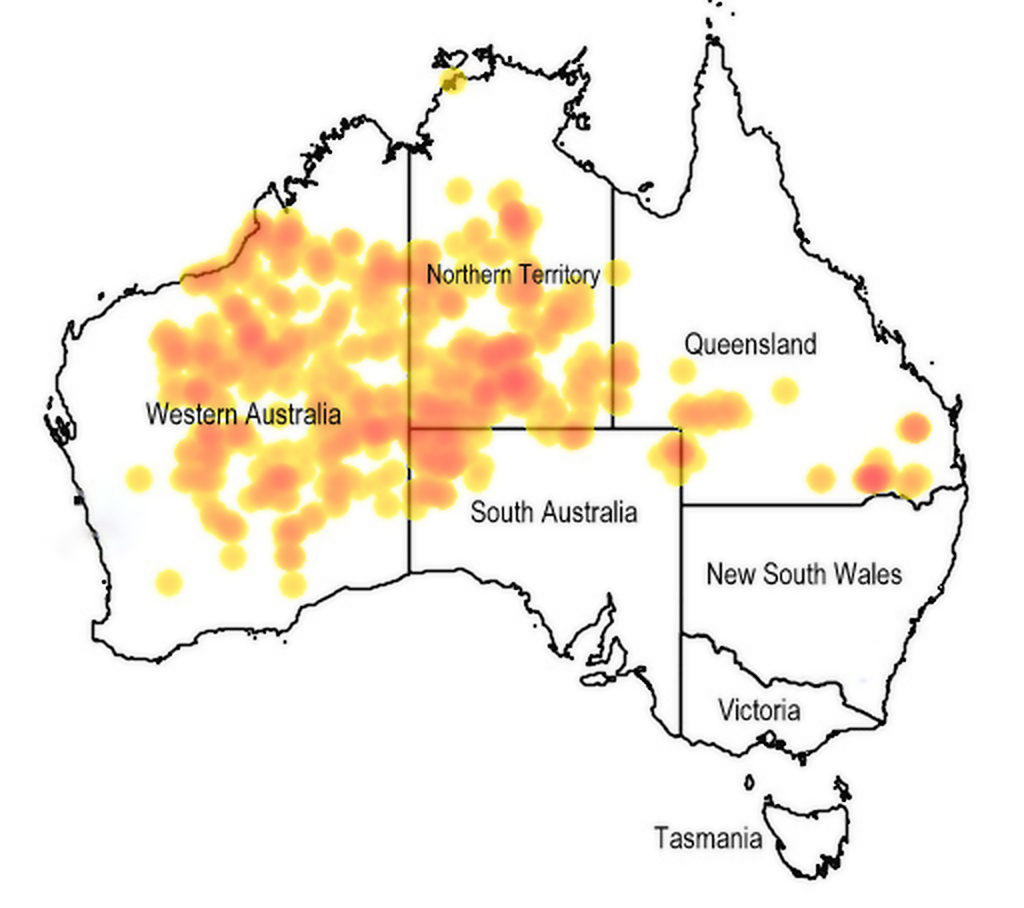
Een voorbeeld van een uitstraling in het verspreidingsgebied van het geslacht Newcastelia in Australië.
De verspreiding straalt in oostelijke richting fragmenterend door tot in het zuidoosten van Queensland.

Met een uitstraling bedoelt men in de biogeografie een opvallend, min of meer langwerpig uiteinde in de vorm van de grenslijn van het verspreidingsgebied van een bepaald taxon of syntaxon. Doorgaans geldt dat hoe verder de uitstraling van het zwaartepunt verwijderd ligt, des te sterker de verspreiding fragmenteert; dit fragmentatiepatroon gebeurt dan op een andere schaal dan aan de 'gewone' randen van het verspreidingsgebied.

## Genetica
Uitstralingen zorgen vaak voor een hogere genetische variatie binnen een taxon. Op soortniveau bijvoorbeeld, zijn de populaties die zich in het uitstralingsgebied bevinden genetisch aanzienlijk minder verwant aan de populaties die zich in en rondom het zwaartepunt (of zwaartepunten) van het verspreidingsgebied bevinden. Dit komt doordat de milieufactoren in het uitstralingsgebied altijd (net iets) anders zijn dan in en rondom een zwaartepunt. De populaties in het uitstralingsgebied zijn daarom genetisch (beter) aangepast aan de aldaar heersende milieufactoren. In het bijzonder geldt het voornoemde fenomeen voor taxa van organismen die in hun leven in de regel zélf geen grote afstanden kunnen afleggen (zoals de meeste vaatplanten).